# Maxwell D. Taylor
Maxwell Davenport "Max" Taylor (26 de agosto de 1901 – 19 de abril de 1987) foi um oficial militar de alta patente do Exército dos Estados Unidos e influente diplomata do século XX. Ele serviu com distinção na Segunda Guerra Mundial, mais notavelmente como comandante da 101ª Divisão Aerotransportada, e depois foi apontado pelo presidente John Kennedy para o Estado-Maior das Forças Armadas.